# Барани (Прохоровське сільське поселення)
Бара́ни (рос. Бараны) — присілок в Красногорському районі Удмуртії, Росія.

## Населення
Населення — 232 особи (2010; 287 в 2002).
Національний склад станом на 2002 рік:
- росіяни — 54 %
- удмурти — 37 %